# Abdallah Hatefi
'Abdallāh Hātefi (Khargerd, v. 1454 - id. 1521), est un poète persan. 

## Biographie
Né dans un village des faubourgs de Djam, dans le Khorassan, où il passa sa vie, il est le neveu de ʿAbd-al-Rahmān Jāmi, qui le fit pénétrer dans les cercles littéraires de la cour timouride. 
Il était le gardien du mausolée de Qāsem-e Anwār construit par Mir ʿAli-Shir Navāʾi. 
De tendance chiite, il connut la visite de Shah Ismail et fut peint par Behzad. 
Son œuvre principale est un Khamseh, traduit dans le monde ottoman par Lâmiî Çelebi. 